# Symfonie nr. 2 (Lutosławski)
De Poolse componist Witold Lutosławski voltooide zijn Symfonie nr. 2 op 24 april 1967.

## Geschiedenis
De symfonie kwam tot stand in een periode dat de Poolse en Sovjetautoriteiten de teugels iets lieten vieren. Dat leidde tot relatief meer vrijheid in het alledaagse leven maar ook in het culturele. Lutosławski's Eerste symfonie was nog afgedaan als veel te modern. In de twintig jaar daarna was er dus veel veranderd. De componist moest na de ban over zijn eerste symfonie zich in leven houden met makkelijk toegankelijke muziek, maar vond na verloop van tijd een eigen stijl, die uiteindelijk leidde tot deze Tweede symfonie. Lutosławski ging met dit werk in tegen de stroming in het Westen. Daar vond men de vastgelegde vorm van symfonie ouderwets en achterhaald. Zo niet Lutosławski, hij (en ook anderen) zagen nog (genoeg) mogelijkheden binnen de vastgelegde vorm te variëren. Dit leidde tot dit tweedelig werk, waarvan overigens deel 2 eerder voltooid was dan deel 1. Het was dan ook deel 2 (direct) dat al uitgevoerd kon worden op 18 oktober 1966 door het orkest van de opdrachtgever de Norddeutscher Rundfunk onder leiding van Pierre Boulez. De componist was daarbij aanwezig, want werd een dag later onderscheiden door de Freie Akademie der Künste in Hamburg. Het publiek was enthousiast, maar de componist was (nog) niet geheel tevreden. Pas een jaar later op 9 juni 1967 werd het totale werk gespeeld, door de voorloper van het Pools Nationaal Radio-Symfonieorkest, maar nu onder leiding van de componist en wel in Katowice. De muziek werd opnieuw goed ontvangen. In mei 1968 won het werk de eerste plaats in de Tribune International des Compositeurs in Parijs. Daarbij moet men rekening houden, dat de klassieke muziek van de 20e eeuw zich in die jaren in het middelpunt van de belangstelling bevond met al haar stromingen. Alle modernismen ten spijt, het aantal opnamen van dit werk is in 2012 bijna op één hand te tellen.
In 1977 begon de componist aan zijn Symfonie nr. 3 beginnend met een toccata. Deze symfonie werd ter zijde gelegd en nooit meer opgepakt. Een andere Derde Symfonie volgde pas in 1983.

## Muziek
De symfonie is geschreven in twee delen:
1. Hésitant (twijfelend)
2. Direct.

Zoals eerder vermeld is de symfonie in de andere volgorde ontstaan. Lutosławski schreef eerst Direct en begon toen aan Hésitant. De componist wilde verder met deze tweedelige opzet. Hij schreef daarover dat het bij complexe muziek voor de gemiddelde luisteraar ondoenbaar was de muziektheorie achter het werk te doorgronden en dat de opzet van de componist dus verloren ging. Bij een tweedelige opzet was dat volgens hem beter te hanteren. Het werk bestaat uit een inleiding (deel 1) en de uitwerking (deel 2). Een scherzo en doordacht deel ontbreekt. Aanzet voor de symfonie vormde deel 4 van de (uiteindelijke) Drie postludes, die de componist "over had". 

### Hésitant
Hésitant bestaat uit dertien secties (ook wel episodes genoemd) die achter elkaar met elkaar verstrengeld zijn. Het is een compositietechniek die uitgewerkt werd in zijn werken Chain 1, Chain 2 en Chain 3. Het begint met een 
1. introductie van koperblazers als een soort fanfare. Vervolgens
2. eerste opzet door drie dwarsfluiten, vijf tomtoms en celesta
3. een eerste refrein met 2 hobo’s en althobo
4. tweede opzet door vier hoorns, kleine troms, grote trom en harp
5. tweede refrein met 2 hobo’s en althobo
6. derde opzet door drie klarinetten, vibrafoon, en piano
7. derde refrein met althobo en twee fagotten
8. vierde opzet door bekkens, tamtam, celesta, harp en piano
9. vierde refrein door hobo, althobo en fagot
10. vijfde opzet door drie dwarsfluiten, drie klarinetten, drie hoorns, vijf tomtoms, celesta, harp en piano
11. vijfde refrein door hobo, althobo en fagot
12. zesde opzet door meerdere kleine groepen muziekinstrumenten, uiteindelijk leidend tot
13. zesde refrein met twee hobo's en althobo; vervolgens door naar de koperblazers (uit het begin) en vervolgens heen en weer gaande tussen de fagotten en de koperblazers.

De bovenstaande secties zijn in de partituur aangegeven met "neerslagen" voor de dirigent. Alle onderdelen bestaan daarbij deels uit vastliggende gecomponeerde muziek met maatslag door de dirigent en aleatorische muziek, die een grotere vrijheid voor de musici kent, de dirigent houdt de handen stil. Het Hésitant zou moeten dienen tot het nieuwsgierig maken en inleiden van de luisteraar (en musicus).

### Direct
Het Direct is te splitsen in het deel op zich, dat begint met een figuurlijke echo van deel 1 (met vijf segmenten) en een naspel. Het naspel leidt daarbij niet tot een vaststaand eind. Het slot van de symfonie klinkt nu juist twijfelend. Het lijkt er op of het orkest (en componist) nog wel verder wilde maar niet wisten hoe. Er volgen een paar aanzetten, maar de symfonie bloedt hier dood en gaat als een nachtkaars uit. Het tweede deel vertoont daarbij een grote gelijkenis met deel 1; dat is zeker terug te vinden in het feit dat in de gehele symfonie nergens naartoe wordt gewerkt. Noch deel 1, noch deel 2 heeft een climax. Deel 2 heeft dan nog de anticlimax in het naspel.

### Orkestratie
- 3 dwarsfluiten (I, II, III ook piccolo), 3 hobo's (III ook althobo),  3 besklarinetten (III ook basklarinet), 3 fagotten (III ook contrafagot)
- 4 hoorns, 3 trompetten, 3 trombones, 1 tuba
- 3 pauken, 5 tomtoms, glockenspiel; grote trom, tamboerijn, kleine trom, tenortrom, buisklokken en bamboepijpen; tamtam,  bekkens, xylofoon, vibrafoon
- 1 harpen, 1 vierhandig bespeelde piano (II ook celesta)
- violen (16 eerste, 14 tweede), 12 altviolen, 6 celli, 6 contrabassen

## Discografie (2012)
- Uitgave Chandos: Edward Gardner met het BBC Symphony Orchestra
- Uitgave Naxos: Antoni Wit met het Pools Nationaal Radio-Symfonieorkest
- Uitgave EMI Group: de componist met het genoemde Poolse orkest (ook op Polskie Nagrana)
- Uitgave privé: de componist met het orkest van Guildhall School of Music and Drama
- Uitgave EMI Group: de componist met het BBC Symphony Orchestra
- Uitgave Deutsche Grammophon: Esa-Pekka Salonen met het Los Angeles Philharmonic Orchestra